# Peter McDonald
Peter McDonald (Coonabarabran, 22 september 1978) is een Australisch voormalig professioneel wielrenner. Hij reed voor onder meer Drapac Porsche en V Australia. In 2009 werd hij verrassend Australisch kampioen op de weg bij de elite. Een jaar later won hij het eindklassement van de UCI Oceania Tour.

## Belangrijkste overwinningen
2008
- 3e etappe Ronde van Taiwan
- 5e etappe Ronde van Hokkaido

2009
- Australisch kampioen op de weg, Elite
- 2e etappe Ronde van Wellington
- Eindklassement Ronde van Wellington
- Eindklassement UCI Oceania Tour

2010
- 1e etappe Ronde van Wellington

## Ploegen
- 2006-FRF Couriers-Caravello
- 2007-FRF Couriers-NSWIS
- 2008-Drapac Porsche Development Program
- 2009-Drapac-Porsche Cycling
- 2010-Drapac-Porsche Cycling
- 2011-V Australia (tot 31/05)

Bates · Braunsteins · Docker · D.Drapac · Grinter · Humbert · Irwyn · McDonald · Morton · Munro · O'Brien · Olman · Palmer · Shaw · Thuaux · Williams · Windsor
Bates · Braunsteins · Dempster · D.Drapac · Grinter · Humbert · Irwyn · Lewis · McDonald · Morton · O'Brien · Olman · Palmer · Pollock · Shaw · Thuaux · Williams · Windsor
P.Drapac · Lewis · McDonald · Morton · Norris · Othman · Palmer · Pell · M.Phelan · Pollock · Shaw